# 春日基地
春日基地（日语：／ Kasuga Kichi）是日本航空自衛隊設施，位於九州的福冈县春日市原町3-1-1。本基地為九州、四國及本州島中國地方空防部隊——西部航空方面隊的司令部所在處，基地司令則由西部航空警戒管制團司令兼任。本基地分為司令部、隊本部等單位所在的營區，及設在福岡機場內部、供飛行部隊用機停放的飛行場區，而日本－韓國間的軍用熱線也分別以本基地和大邱的基地為日韓兩端端點，利於雙方進行軍事情報和飛航業務上的通訊。

## 設施概述

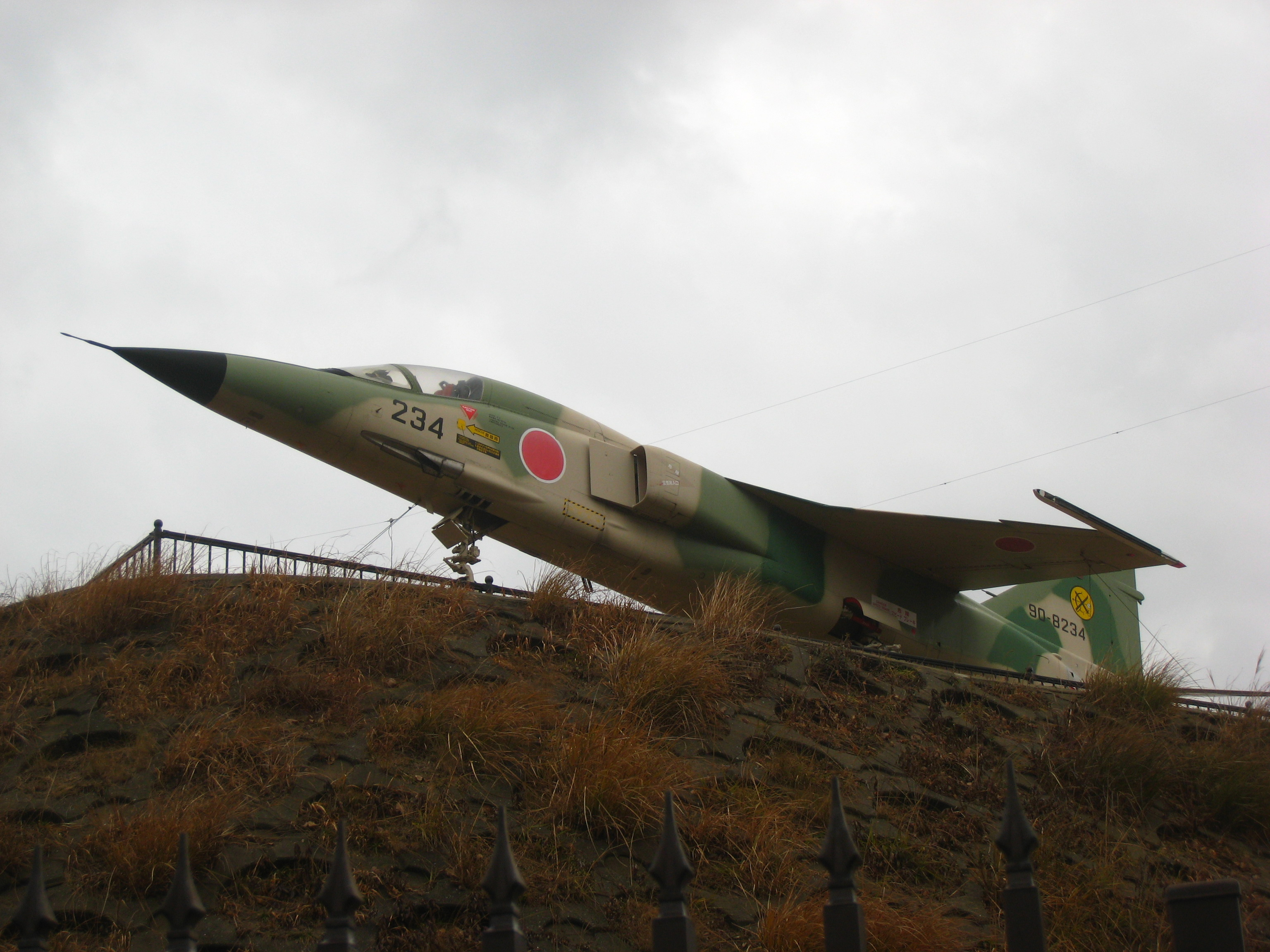
春日基地展示的三菱F-1戰鬥機

在1954年自衛隊建立之前，春日一帶即曾存有軍事用途之建築設施。第二次世界大戰發生時，當地即曾設置造兵廠春日分廠，1945年日本投降、進入盟軍佔領時期後，美軍亦曾於春日町（春日市舊制行政區劃）設置基地。1959年3月1日，日本航空自衛隊的西部航空司令所於春日基地宣告成立，至1961年時，航空自衛隊不僅將該司令所改編為西部航空方面隊，尚於同年7月將春日基地的防空管制中心從美軍手中收回[註1]。
春日基地所屬的建築物呈現分散式的分布——基地正門所在的營區緊鄰春日市役所、春日公園等場所，為各司令部及部隊本部所在地，而飛行部隊的駐地則位於北方的福岡機場內，亦稱「春日基地飛行場地區」或「春日基地板付地區」，春日基地所駐飛機、直升機的機庫也設在該機場。
除基地設施外，春日基地亦與韓國大邱的基地之間建有熱線，以便日韓兩國就情資交換、防空識別區重疊空域內的雙方軍用機相互通報機制等事項，實施一日數次的雙邊通訊。日本防衛省於2013年12月10日的大臣記者會中提及春日－大邱熱線的存在。

## 部隊
春日基地的主要部隊為西部航空方面隊，其下轄的西部航空警戒管制團、第2高射群及音樂隊亦駐於該基地。而基地所駐的飛行部隊，如西部航空方面隊司令部支援飛行隊及航空救難團下屬的春日直升機空運隊（春日ヘリコプター空輸隊），則部署在板付飛行場地區，當地還併設海上保安廳第七管區海上保安本部的福岡航空基地，同時駐有福岡縣警察飛行隊和福岡市消防局直升機隊。